# Yair Ademar Domínguez Vázquez
Yair Ademar Domínguez Vázquez  (Coatzacoalcos, Veracruz, 13 de junio de 1995) es un abogado y político veracruzano, afiliado al partido Movimiento Regeneración Nacional (MORENA). De octubre de 2023 a mayo del 2024 se desempeñó como Subsecretario de Gobierno del Gobierno del Estado de Veracruz.

## Reseña biográfica
Originario de Coatzacoalcos, Veracruz. Estudió en esta ciudad y puerto del sur de Veracruz hasta la educación media superior,  cambió su residencia a la ciudad capital de Xalapa para realizar sus estudios de nivel superior.

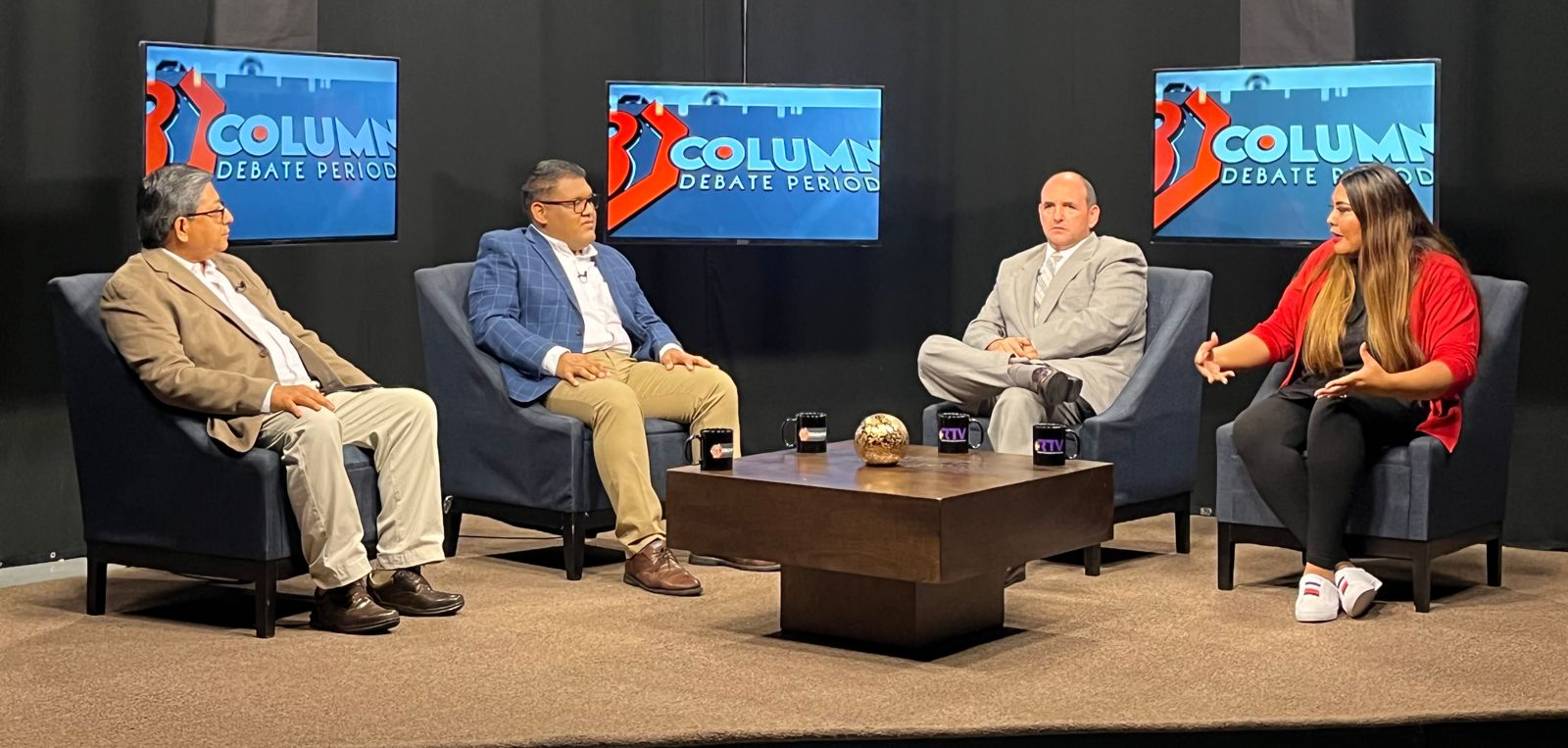
Yair Ademar en el Programa "A 8 Columnas", de TVMás en 2022

Es egresado de la carrera de derecho en la Universidad de Xalapa. Asimismo tiene estudios en Marketing Digital para Campañas Políticas en Canvas Ads School y de Comunicación Digital en el Instituto Tecnológico Autónomo de México.
Inició su militancia en Morena (partido político). Ha sido activista político y social, además fue integrante del movimiento Yo soy 132 y posterior se incorporó en las filas de morena, afiliándose a dicho partido desde su fundación.

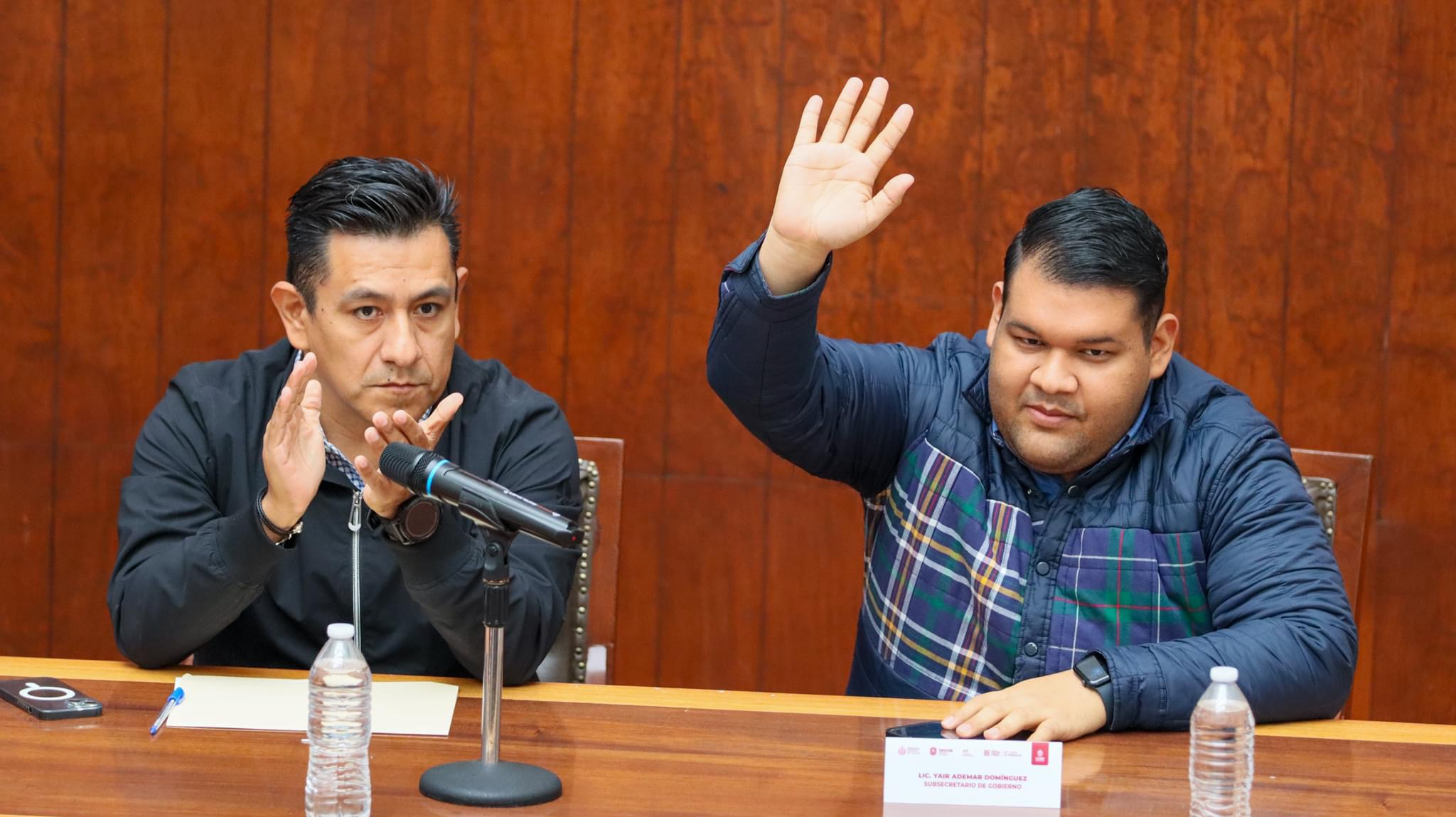
Yair Ademar, durante una sesión de trabajo en el Gobierno del Estado de Veracruz

En la estructura partidista de morena ha tenido diferentes cargos, fue Coordinador y Delegado Distrital, Consejero Estatal, Congresista y Consejero Nacional. De 2015 a 2018 fue integrante del Comité Ejecutivo Estatal del partido en Veracruz (CEE), en la Secretaria de Organización.

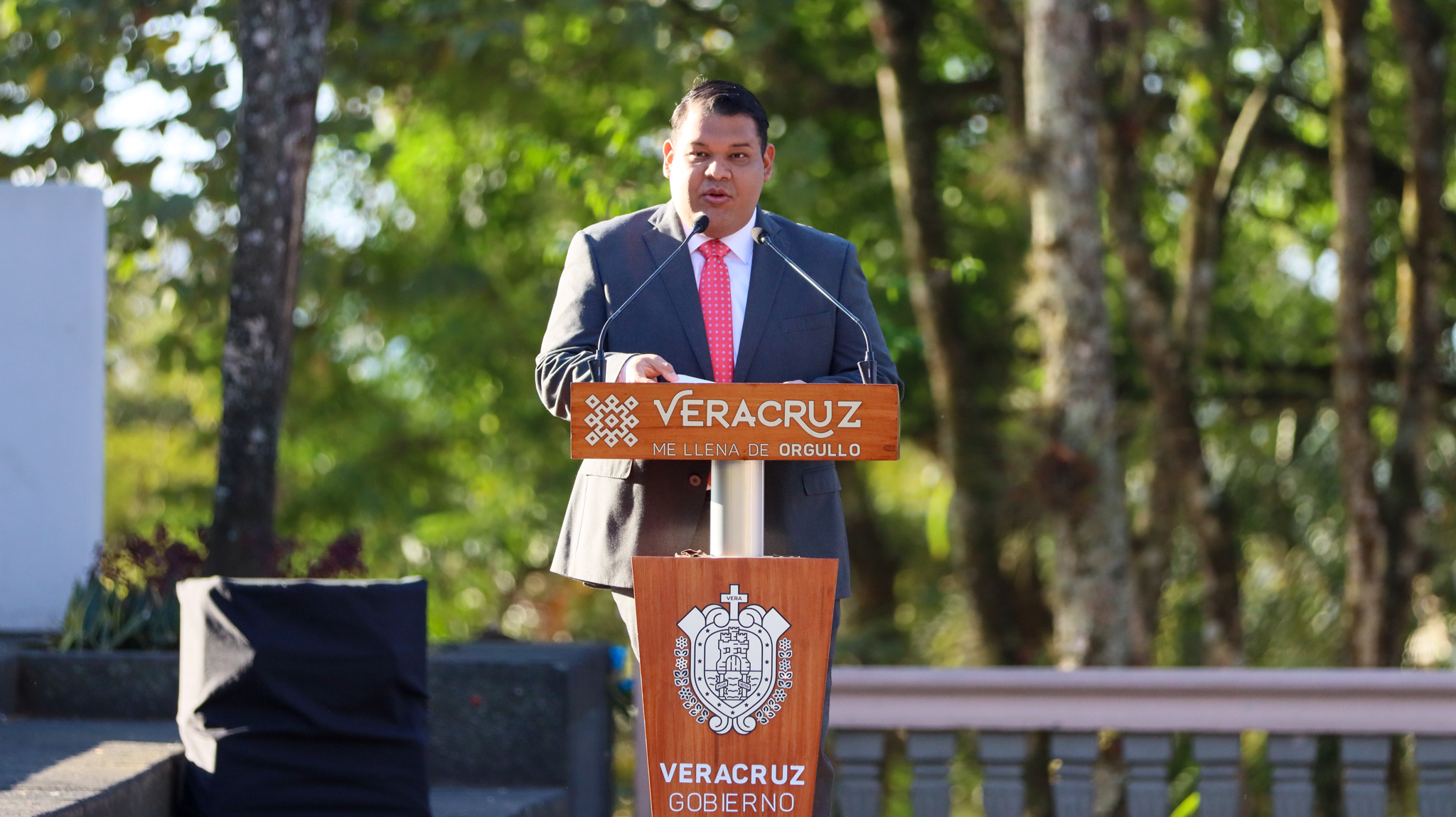
Yair Ademar durante la Conmemoración de las Constituciones de 1857 y de 1917, el 5 de febrero de 2024.

En diciembre del 2018, con el triunfo electoral de morena, se incorporó como Secretario Privado de la Secretaría de Gobierno del Gobierno del Estado de Veracruz, cuando su titular fue Eric Patrocinio Cisneros Burgos. Más tarde también fue asesor político de la misma dependencia gubernamental.
En el 2021 renunció en el Gobierno del Estado para incorporarse como operador electoral de morena en las Elecciones estatales de Veracruz de 2021. Se reintegró al Comité Ejecutivo Estatal y de nueva cuenta fungió como Secretario de Organización partidista de abril de 2021 a septiembre de 2022. También de  2022 a 2023 fue Enlace del Comité Ejecutivo Nacional (CEN) de morena para Veracruz.

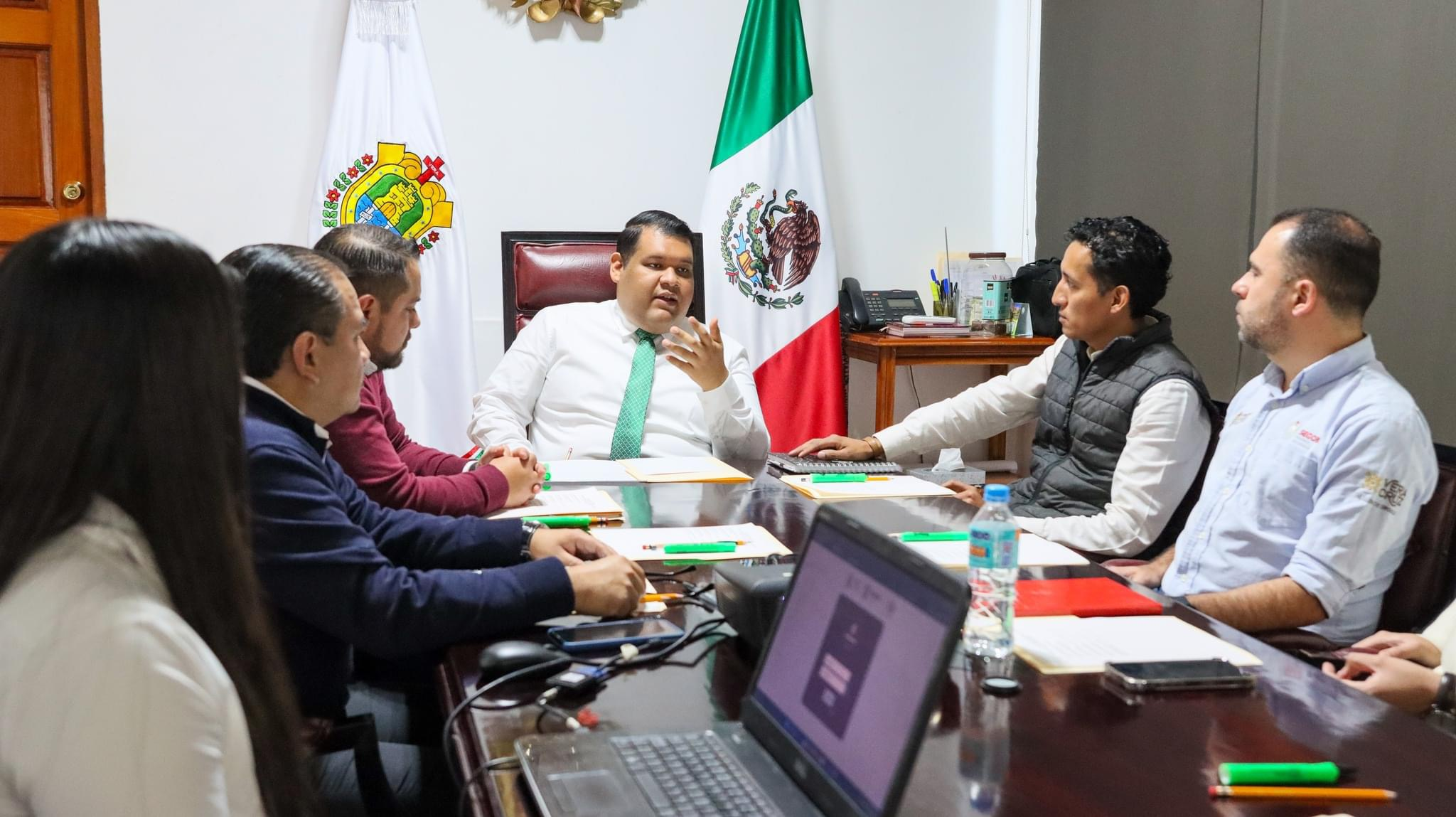
Yair Ademar, como subsecretario de Gobierno de Veracruz

En octubre del 2023 fue nombrado por el gobernador de Veracruz, Cuitláhuac García, como encargado de despacho de la Subsecretaría de Gobierno, y en enero de 2024 fue ratificado como Subsecretario de Gobierno, cargo que desempeñó hasta mayo del 2024.
El 14 de mayo de 2024 se dio a conocer su renuncia como Subsecretario de Gobierno, en medio de un conflicto político-electoral, específicamente cuando la entonces candidata de morena por la gubernatura de Veracruz, Norma Rocío Nahle García, presionó al gobernador Cuitlahuac Garcia para hacer efectivas una serie de renuncias de funcionarios públicos cercanos a Eric Patrocinio Cisneros Burgos.
De manera oficial tras su salida del Gobierno de Veracruz, aseguró a los medios de comunicación que su renuncia al cargo no fue por motivos políticos y que se dio a razones de carácter personal. 
Fue la persona más joven en ocupar la titularidad de la Subsecretaría de Gobierno de Veracruz, al tener 28 años cumplidos al momento de recibir el nombramiento de dicho cargo. 

## Subsecretario de Gobierno
Fue la persona más joven en ocupar la titularidad de la Subsecretaría de Gobierno de Veracruz, al tener 28 años cumplidos al momento de recibir el nombramiento del cargo. Paralelamente también fue uno de los funcionario con un periodo corto en el mismo.
El 13 de octubre de 2023 recibió su nombramiento como encargado del Despacho de la Subsecretaria de Gobierno, tres meses y diez días más tarde, el 23 de enero de 2024 se dio a conocer que fue ratificado por el gobernador Cuitláhuac García para ocupar la titularidad de dicho cargo. Desde el día que lo ratificaron hasta la fecha en la que se dio a conocer su dimision,  transcurrieron tres meses y veinte días. En total permaneció en dicho cargo un total de 214 días. Su antecesor, Carlos Juarez Gil, permaneció en el puesto 1770 días.

## Partido MORENA
Dentro de la estructura partidista de morena ha tenido diferentes cargos, fue Coordinador y Delegado Distrital, Consejero Estatal, Congresista y Consejero Nacional. De 2015 a 2018 fue integrante del Comité Ejecutivo Estatal del partido en Veracruz (CEE), en la Secretaria de Organización.
En el 2021 participó como operador electoral de morena en las Elecciones estatales de Veracruz de 2021. Fue  integrante del Comité Ejecutivo Estatal, en la Secretario de Organización y Enlace de Estructura Electoral del Comité Ejecutivo Nacional (CEN) de morena para Veracruz.

## Controversias

### Diputación plurinominal
En el Proceso Electoral Local de Veracruz 2020-2021, el partido Movimiento Regeneración Nacional  incluyó a Yair como candidato a diputado de representación proporcional al Congreso del Estado de Veracruz. La postulación de esta candidatura formaba parte de las acciones afirmativas de cuota juvenil que todos los partidos políticos debían cumplir ante el Organismo Público Local Electoral (Veracruz).
Aunque morena obtuvo resultados electorales óptimos, después del cómputo de la circunscripción plurinominal y la declaración de validez de la elección, el Organismo Público Local Electoral (Veracruz) realizó ajustes y modificaciones para garantizar la paridad de género en la integración de la LXVI Legislatura del Congreso del Estado de Veracruz dejándolo sin la posibilidad de ser diputado local. 
El Organismo Público Local Electoral (OPLE) determimó la lista plurinominal de diputados para el congreso local, asignó al PAN 5 escaños, a MORENA 4 escaños; al PRI 3 escaños; al PRD 2 escaños; al Partido Verde 2 escaños; a Movimiento Ciudadano 2 escaños, mientras que Fuerza por México y el PT se quedaron con un escaño para una diputación plurinominal cada uno. De acuerdo con estos ajustes los candidatos Héctor Yunes Landa (PRI), Yair Ademar Domínguez Vázquez (morena) y Marcelo Ruíz Sánchez (PVEM) quedaron fuera de la lista plurinominal y por ende de la integración del  Congreso del Estado de Veracruz.
Estos ajustes realizados por el órgano electoral generaron presión social y política sobre morena, forzando a que Yair Ademar Domínguez Vázquez cediera públicamente su escaño para garantizar el equilibrio y la paridad de género, que en este caso fue Gisela López López, quien fue diputada de la Anexo:LXV Legislatura del Congreso del Estado de Veracruz.

### Dirigencia Estatal de MORENA
En el 2022 el partido morena realizó la renovación de sus órganos directivos a nivel nacional. En Veracruz, Yair buscó competir por la Dirigencia del Comité Ejecutivo Estatal de este partido, a pesar de contar con el apoyo necesario de la militancia terminó por dimitir de dicha contienda. En el programa "A 8 columnas" que produce TVMás  anunció que se retiraba de la contienda interna para favorecer la unidad del partido y declinó a favor de Esteban Ramírez Zepeda, actual dirigente de morena.
En septiembre de 2023, el periodista veracruzano Luis Baqueiro señaló la existencia de una confrontación política entre Yair Ademar Dominguez y Esteban Ramírez Zepeda.

### Salida del gobierno estatal
El 14 de mayo de 2024 se dio a conocer su renuncia como Subsecretario de Gobierno, en medio de un conflicto político-electoral, específicamente cuando la entonces candidata de morena al gobierno de veracruz, Norma Rocío Nahle García, presionó al gobernador Cuitlahuac Garciacon la finalidad de hacer efectivas una serie de renuncias de funcionarios públicos ligados al ex secretario de gobierno del estado Eric Cisneros Burgos: Rafael Alejandro Castillo Zugasti, Israel Hernandez Roldan y Yair Ademar Domínguez Vázquez.
De manera oficial tras su salida del gobierno, Yair Ademar aseguró que su renuncia no fue por motivos políticos y que se dio a razones estrictamente personales. Aunque algunos medios de comunicación señalaron versiones que con su salida del gobierno del Estado también abandona su militancia en partido morena, esto fue desmentido.

## Columna de opinión
Desde 2014 comenzó a escribir una columna de opinión titulada “Punto y coma”  en medios de comunicación locales en Coatzacoalcos. De 2014 a 2018 su redacción fue de corte crítico a los gobierno en turno nacional y estatal.
De 2018 a la fecha, su columna dio un giro en su estilo de redacción y abordaje de los temas. Actualmente al ser funcionario de la administración estatal 2018-2024, aborda los temas replicando el mensaje oficial del gobierno. Su columna es publicada todos los martes en diversos periódicos impresos y medios de comunicación digitales de Veracruz. Asimismo ha publicado algunas colaboraciones para medios digitales nacionales como El Universal (México) 